# Palacio de la Gobernación de Norte de Santander
El Palacio de la Gobernación de Norte de Santander, también conocido como La Cúpula Chata es la sede de la gobernación del departamento Colombiano de Norte de Santander. Está ubicado en las inmediaciones del centro de Cúcuta-capital del departamento. Fue construido entre 1914 y 1919, poco tiempo después de que el gobierno nacional creara jurídicamente el departamento. Hace parte de los Bienes de Interés Cultural de Colombia desde el 11 de enero de 2005.

## Historia
El 20 de julio de 1910, bajo la presidencia del General Ramón González Valencia y mediante la Ley 25 se crea el Departamento Norte de Santander, para reemplazar al fugaz Cúcuta y al anterior Estado Federal de Santander.
Sin embargo, desde 1907, durante la administración de Víctor Julio Cote Bautista, se empezó a sentir la necesidad de llevar adelante las obras de construcción del Palacio de Gobierno Departamental.
En 1911, después de haber dado vida jurídica al Departamento, se abrió un concurso invitando a ingenieros y arquitectos de Bogotá y Medellín para el diseño de los planos para el Palacio, que se levantaría en la avenida 7 con calle 10, junto a la Aduana Nacional. El premio para el ganador era de 150 pesos.
Los planos definitivos y aprobados, llegaron durante la administración del General Rafael González Valencia, en 1912, pero las objeciones presentadas por la prensa local al lugar de posible construcción del edificio y la falta de un acuerdo entre el gobierno municipal y el departamental para la cesión del terrero, llevó al General a adquirir en 1913, un lote ubicado en la esquina noreste de la avenida 5ª con calle 14 (Escritura N. 829 del 17 de diciembre de 1913, Notaría 1ª).
El Palacio se construiría entre los años 1914 y 1919, finalmente fue el proyecto del Ingeniero Marco A. Gómez, el que se puso en marcha. Dicho proyecto proponía una cúpula elíptica, pero los fabricantes la cambiaron por la que hoy conocemos como la Cúpula Chata, que fue despachada desde Nueva York el 9 de junio de 1915.
Para 1916, ya estaba concluida casi la totalidad de la obra y se recibió el baldosín que llegaba de Nueva York. Sólo en 1919, cuando ya habían sido ocupadas las primeras oficinas, se dio inicio a los trabajos de instalaciones sanitarias y acueducto.
Para 1921 se hacía necesario suspender los trabajos debido a la mala situación económica del departamento y se dio inicio a la ornamentación de la Asamblea.
Durante la administración de Ramón Pérez Hernández (1927-1930) se dotó finalmente el Palacio de Acueducto conduciendo el agua desde tanques que se surtían de la toma pública, situados frente de la Quinta Teresa.

### Incendio de 1989
En la noche del 2 de octubre de 1989, un incendio destruyó las estructuras de madera, los entrepisos y las cubiertas de todo el Palacio de la Gobernación.
El desprendimiento de los pañetes y el agrietamientos de los pisos así como el desplome de las columnas del segundo piso, hizo necesaria la reconstrucción total de la edificación.
En 1990, la Gobernación del Departamento Norte de Santander inició la reconstrucción y restauración del Palacio de Gobierno, de acuerdo con el proyecto elaborado por la Arquitecta María Teresa Vela Viccini.
Los trabajos de reconstrucción y restauración los inició la Firma Julián Caicedo & CIA LTDA, a finales de 1991. Esta firma adelantó trabajos de reconstrucción de pisos, mampostería, pañetes, pintura general, cubiertas, canales y bajantes, cielos rasos, carpintería, instalaciones eléctricas e hidrosanitarias, entre otras.
En cuanto a la Cúpula Chata, ubicada en la esquina de la avenida 5 con calle 14, sede hoy del salón Argelino Durán Quintero, los trabajos realizados tienen que ver con la evaluación del esqueleto metálico a cargo de dos expertos en patologías de obras civiles, que concluyeron que era necesario reforzar el anillo metálico que amarra los meridianos.
Para su recuperación, fue lijada la estructura de arriba hacia abajo, se aplicó anticorrosivo, se desmontaron los elementos superpuestos para lograr mayor protección.
Adicionalmente, por recomendación del ingeniero Gustavo Carrillo, se cambió la tornillería de toda la estructura y se armó una placa de concreto que protege el hierro que recibe los meridianos de la cúpula a manera de viga perimetral.
Entidades como el Corpes Centro Oriente, el Fondo de Inmuebles Nacionales, el Ministerio de Gobierno (hoy de Interior), y el Departamento, aportaron los recursos necesarios para la reconstrucción y restauración del Palacio de Gobierno Departamental. La obra, que se realizó entre 1990 y 1993, tuvo un costo total de 887'734.539 pesos.
El 19 de noviembre de 1993, siendo gobernador el ingeniero Álvaro Salgar Villamizar y Presidente de la República el doctor Cesar Gaviria Trujillo, fue entregado a la comunidad, el Palacio de Gobierno Departamental o Cúpula Chata, totalmente restaurado.